# Harder (singolo)
Harder è un singolo del DJ britannico Jax Jones e della cantante statunitense Bebe Rexha, pubblicato il 12 luglio 2019 come nono estratto dal primo EP di Jax Jones Snacks.

## Pubblicazione
Jax Jones ha inizialmente diffuso una breve anteprima del singolo il 9 luglio senza rivelare il nome della cantante. Il giorno successivo la collaborazione è stata ufficialmente annunciata.

## Video musicale
Il video musicale è stato reso disponibile il 31 luglio 2019.

## Tracce
Download digitale
1. Harder – 2:39

Download digitale (remix)
1. Harder (KC Lights 6AM Remix) – 3:24
2. Harder (KC Lights Remix) – 3:54

## Formazione
Musicisti
- Bebe Rexha – voce

Produzione
- Steve Mac – produzione, produzione vocale, missaggio
- Jax Jones – produzione, produzione vocale
- Stuart Hawkes – mastering

## Successo commerciale
Nella Official Singles Chart Harder ha raggiunto la 23ª posizione nella settimana del 12 settembre 2019 con 19 340 unità distribuite.

## Classifiche

### Classifiche settimanali
| Classifica (2019) | Posizione massima |
| ----------------- | ----------------- |
| Croazia           | 16                |
| Irlanda           | 24                |
| Islanda           | 39                |
| Lituania          | 65                |
| Polonia           | 2                 |
| Regno Unito       | 23                |
| Repubblica Ceca   | 11                |
| Slovacchia        | 47                |
| Slovenia          | 43                |
| Svezia            | 64                |

### Classifiche di fine anno
| Classifica (2019) | Posizione |
| ----------------- | --------- |
| Polonia           | 25        |